# Peziza amplissima
Peziza amplissima är en svampart som beskrevs av Fr. 1849. Peziza amplissima ingår i släktet Peziza och familjen Pezizaceae.   Inga underarter finns listade i Catalogue of Life.